# Bruant des prés
Passerculus sandwichensis
Genre
Espèce
Statut de conservation UICN

 LC  : Préoccupation mineure
Le Bruant des prés (Passerculus sandwichensis) est une espèce de passereaux appartenant à la famille des Passerellidae. C'est la seule espèce du genre Passerculus.

## Description
Il mesure de 14 à 19 cm. Cette espèce a le dos brun strié de noir et le dessous blanchâtre avec des stries brunes ou noires sur la poitrine (ces stries sont moins fines que chez le Bruant sauterelle juvénile) et les flancs. Il a une raie pâle au niveau de la calotte et des sourcils blancs, parfois avec un peu de jaune (le plus souvent près du bec), ou beiges. Les joues sont de couleur marron et la gorge blanche avec des moustaches sombres. Les rémiges sont brun foncé avec une bordure beige ou blanche. Les yeux sont foncés. Les pattes sont de couleur beige de même que la partie inférieure du bec, la partie supérieure étant gris foncé.
Le Bruant des prés a un aspect très variable, avec des nombreuses sous-espèces, dont plusieurs ont été considérées comme des espèces distinctes à différentes époques. Les différentes sous-espèces se distinguent principalement par la couleur plus ou moins foncée de leur plumage. La variation de couleur suit généralement la règle de Gloger, avec les sous-espèces de l'Alaska et l'intérieur plus pâles, et les sous-espèces côtières plus foncées. Il y a quelques exceptions mais, surtout chez certaines populations insulaires, qui sans doute ont été fortement influencées par leurs conditions d'apparition, cette tendance générale a une fracture assez nette, au sud-ouest les oiseaux deviennent plus sombres, notamment, avec la limite entre les sous-espèces sandwichensis et rostratus.

## Voix
La voix est constituée de trois notes aiguës suivies d'un bourdonnement descendant : tchip-tchip-tchip-tisisii-tisi.

## Répartition
Il vit en Amérique du Nord. Il se trouve en Alaska, au Canada, dans le nord, le centre et la côte ouest des États-Unis, au Mexique et au Guatemala. Les individus vivant sur la côte Pacifique et au Mexique sont résidents, mais les autres populations sont migratrices, hivernant dans le Sud des États-Unis, en Amérique centrale et aux Caraïbes dans le nord de l'Amérique du Sud : hivernant généralement peu commun d'octobre à avril dans le nord des Bahamas et à Cuba et rare à Grand Cayman. Il est très rarement vagabond en Europe Occidentale.

## Migration
Cette espèce a été étudiée pour ses capacités d'orientation lors de la migration. Son système d'orientation semble typique des passereaux diurnes mais migrant la nuit ; une boussole interne magnétique (sens inné, qui apparait même chez un oiseau enfermé n'ayant jamais vu le ciel), est recalée sur la rotation céleste (étoiles la nuit et patterns de flux de lumière solaire polarisée le jour) et peut-être via une sorte de compas solaire. Le jeune bruant des prés (Passerculus sandwichensis), migrateur typiquement nocturne, apprend à caler sa boussole interne sur le coucher du soleil en fonction du flux naturel de lumière polarisée alors reçu.

## Habitat
Cet oiseau fréquente les milieux ouverts à végétation dense mais assez rase, en particulier les prairies sèches, les zones herbeuses, les champs, les savanes, les biotopes côtiers à fourrés clairsemés, les pelouses alpines et la toundra.

## Sous-espèces
D'après Alan P. Peterson, il existe six sous-espèces :
- Passerculus sandwichensis beldingi Ridgway, 1885 ;
- Passerculus sandwichensis guttatus Lawrence, 1867 ;
- Passerculus sandwichensis princeps Maynard, 1872 ;
- Passerculus sandwichensis rostratus (Cassin, 1852) ;
- Passerculus sandwichensis sanctorum Coues, 1884 ;
- Passerculus sandwichensis sandwichensis (Gmelin, 1789).

## Galerie de photos

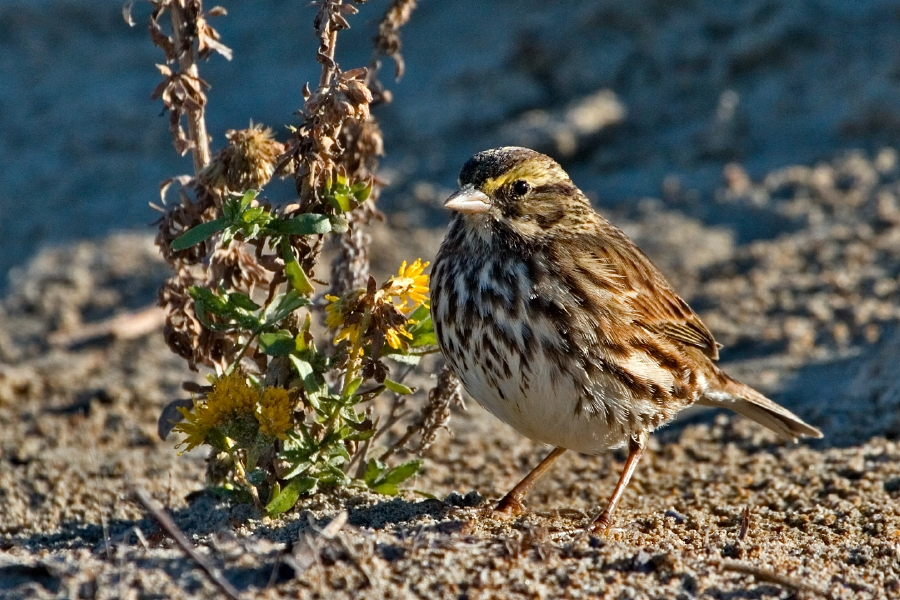
P. s. beldingi
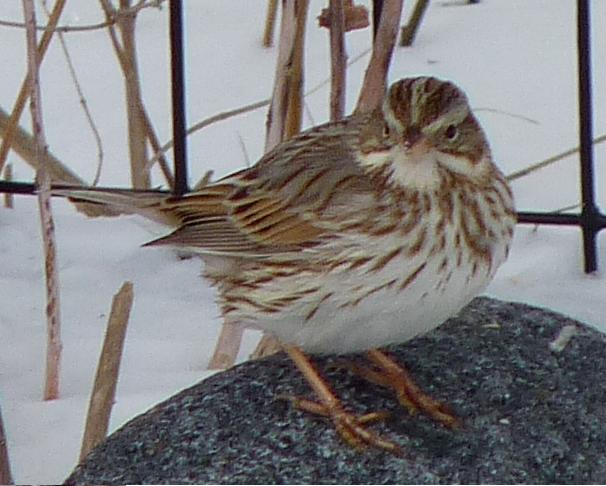
P. s. princeps